# Sauroniops
Sauroniops pachytholus
Genre
Espèce
Sauroniops est un genre éteint de dinosaures théropodes de la famille des Carcharodontosauridae qui vivait au Maroc durant le Cénomanien (Crétacé supérieur), il y a environ entre 99 et 93 millions d'années.
Ce dinosaure carnivore n'est connu que par un seul os du crâne, un frontal gauche, offert au Musée paléontologique de Montevarchi en Toscane par un collectionneur de fossiles qui l'avait lui-même acquis d'un marchand de fossiles au Maroc près de la ville de Taouz. Son origine précise est donc inconnue mais il provient très vraisemblablement de la  formation géologique de Kem Kem située à la frontière algéro-marocaine. Cette série de sédiments détritiques continentaux de couleur rouge souvent appelée « Continental intercalaire » est réputée pour ses fossiles de dinosaures.
Il a été décrit puis dénommé Sauroniops pachytholus par Andrea Cau (d), Fabio M. Dalla Vecchia (d) et Matteo Fabbri (d) en 2012 et en 2013.

## Étymologie
Son nom de genre Sauroniops signifie « Œil de Sauron », en référence à un personnage démoniaque du roman de J.R.R. Tolkien « Le Seigneur des anneaux ». Ce choix met en parallèle d'une part le fait qu'un seul os de Sauroniops (situé juste au-dessus des yeux de l'animal) ait été découvert et, d'autre part, la présence de Sauron dans le livre de Tolkien qui est souvent limitée à son œil seul. Ce nom est combiné avec le mot du grec ancien « ὄψ / ops », « œil ».
Malgré sa proximité phonétique, Tolkien a toujours nié le rapport entre le nom de Sauron et le mot grec « σαῦρος / saûros », « lézard » que l'on retrouve dans « dinosaure ».
Le nom d'espèce pachytholus dérive du grec ancien « παχύς / pachys », « épais » et « θόλος / tholos », « de forme ronde avec un sommet cônique » pour indiquer la morphologie particulière, à la fois épaisse et voûtée, de cet os du crâne de Sauroniops qui forme une bosse osseuse au-dessus de ses yeux.

## Description
Sauroniops est un prédateur bipède de grande taille. Les inventeurs de l'espèce, estiment qu'il mesurait environ 12 mètres de long et pesait 6 tonnes. Il est apparenté au genre Carcharodontosaurus que l'on retrouve dans les mêmes niveaux géologiques de Kem Kem en compagnie de deux autres dinosaures théropodes : 
Deltadromeus et Spinosaurus ; ces quatre genres différents sont considérés comme issus d'une spéciation sympatrique.
La partie conservée de l'os frontal a une longueur de 18,6 centimètres. Ses principales caractéristiques sont sa forme voûtée et surtout sa très forte épaisseur qui atteint, près de l' os lacrymal, 7,3 centimètres. Un tel épaississement du toit du crâne est typique des Abelisauridae mais, chez ces derniers, c'est l'os postorbitaire et non le frontal qui montre une telle morphologie. La présence de dômes frontaux chez les abélisauridés et chez Sauroniops constitue un exemple d'évolution convergente.
Cet épaississement est considéré comme une adaptation aux combats à coups de tête entre mâles lors de joutes pré-nuptiales.